# Johannes von Leuzenbronn der Jüngere
Johannes von Leuzenbronn der Jüngere († 1460 in Murrhardt) war ein katholischer Priester, Benediktiner und Abt des Klosters St. Januarius in Murrhardt.

## Leben und Wirken
Johannes entstammte, wie sein Vorgänger gleichen Namens, Johannes von Leuzenbronn der Ältere, dem niederadligen Geschlecht der Herren von Leuzenbronn bei Rothenburg ob der Tauber.
Kurze Zeit nach dem Tod des älteren Johannes am 22. April 1444 wurde Johannes der Jüngere vom Klosterkonvent zum neuen Abt gewählt. Unter seiner Leitung wurde der, von seinem Vorgänger begonnene, Umbau der Murrhardter Klosterkirche abgeschlossen – vermutlich geschah dies um das Jahr 1451. 
Ab 1446 hatte sich unter der Führung des Markgrafen Albrecht Achilles von Brandenburg-Ansbach ein Fürstenbund gebildet, dem auch der Vogt des Klosters Murrhardt, Graf Ulrich der Vielgeliebte angehörte. Aufgrund der sich zuspitzenden Feindseligkeiten zwischen dieser Koalition und den Reichsstädten wurde Abt Johannes von Ulrich mit der diplomatischen Mission beauftragt, die benachbarte Reichsstadt Schwäbisch Hall aus einem Verteidigungsbündnis der anderen Städte herauszuhalten. Trotz der traditionell guten Kontakte der Murrhardter Äbte nach Schwäbisch Hall – das Kloster verfügte dort über erheblichen Besitz – scheiterte Johannes mit dieser Unternehmung.
Als sich der Konflikt schließlich im Sommer des Jahres 1449 im Ausbruch des Städtekrieges entlud, trat das Kloster Murrhardt auf Seiten des Fürstenbundes in den Krieg ein und beteiligte sich aktiv an Kriegshandlungen gegen Schwäbisch Hall. Johannes von Leuzenbronn befahl seinen Leuten Übergriffe auf hällisches Gebiet und ließ Vieh und Güter aus dem Besitz der Reichsstadt erbeuten. Diese Beutezüge des Murrhardter Klosters waren wohl so häufig, dass sich der Städtebund genötigt sah, bei König Friedrich III. Protest gegen das Murrhardter Vorgehen einzulegen. In einer am 1. Dezember 1451 in seiner Residenz Wiener Neustadt ausgestellten Urkunde verpflichtete der König den Murrhardter Abt schließlich zur Einstellung aller Überfälle und zur Zahlung von Schadensersatz an die Stadt Schwäbisch Hall. 
In den letzten Jahren seiner Amtszeit gerieten das Kloster und Abt Johannes in den aufkeimenden Konflikt zwischen Graf Ulrich dem Vielgeliebten und Pfalzgraf Friedrich dem Siegreichen. Die Herren der Pfalz, nach Erwerb der Grafschaft Löwenstein im Jahr 1441 deren Rechtsnachfolger und direkte Nachbarn Murrhardts, drängten danach, die alten Rechte Löwensteins, die in den Jahrzehnten zuvor vom Murrhardter Kloster stillschweigend einkassiert worden waren, wiederherzustellen. Insbesondere das nun pfälzische Sulzbach an der Murr entwickelte sich zum Mittelpunkt eines Streites zwischen der Pfalz und Murrhardt, der erst knapp dreißig Jahre später beendet werden konnte. Da die Grafen von Löwenstein bis 1388 die Vogtei über das Kloster Murrhardt innehatten und das Haus Württemberg wegen der Teilung durch den Nürtinger Vertrag in seiner politischen Handlungsfähigkeit stark geschwächt war, ist davon auszugehen, dass Friedrich der Siegreiche durchaus Anstrengungen unternahm, Einfluss auf die Entscheidungen der Murrhardter Mönchsgemeinschaft zu gewinnen. Klosterinterne Opposition scheint die Position des Abtes Johannes 1451 soweit geschwächt zu haben, dass Johannes von Leuzenbronn der Jüngere schließlich Ende des Jahres 1451 von seinem Amt zurücktrat und der Mönch Herbord zu seinem Nachfolger gewählt wurde.
Nach seinem Verzicht auf die Abtswürde lebte Johannes von Leuzenbronn noch acht Jahre als einfaches Konventsmitglied im Kloster Murrhardt, wo er im Verlauf des Jahres 1460 verstarb.